# Atypus
Az Atypus a négytüdős pókok (Mygalomorphae) alrendjébe, a torzpókfélék (Atypidae) családjába tartozó póknem. Eurázsiában fordul elő, kivétel egy észak-afrikai (A. affinis) és egy USA-beli (A. snetsingeri) faja. A 26 fajból mindössze 3 fordul elő Európában, egyben Magyarországon is: A. piceus, A. affinis and A. muralis – mindhárom faj védett, természetvédelmi értékük 2000 Ft.
A Déli-Kárpátokban az Atypus-fajok lakócsövét felvágva, a benne lévő hálót sebek befedésére használták fel. A pókháló, valószínűleg antiszeptikus hatásánál fogva elősegítette a sebgyógyulást.

## Jellemzői
A családra jellemzően a 8 egyszerű szem egy ovális foltban, a fejtor elülső szegélyén csoportosul. Meglehetősen nagy csáprágóik vannak, valószínűleg innen kapták magyar elnevezésüket. A csáprágók alapízei a fejtor síkjában előre mutatnak, igen vaskosak. Feltűnően hosszú csípőkarmait szinkron működteti, nyugalomban rásimulnak a fejtor hasi oldalára, támadáskor páros zsebkésként, felülről lefelé lendülve hatolnak a zsákmány – elsősorban a talaj felszínén mozgó ízeltlábúak, akár ezerlábúak (főleg vaspondrók) – testébe.
Az Atypus-fajok függőleges tárnákat ásnak, akár fél méter mélyre is. Ezt sűrűn szövött lakócsővel bélelik, ami a talajszintre érve a talaj felszínével párhuzamosan futó zárt folyosóként folytatódik. Ez a harisnyaszerű hálódarab a vadászatban segíti; a lakócsőhöz érő ízeltlábúra a háló rezgései felhívják a pók figyelmét, a prédát a hálón keresztül megszúrja, majd a hálót elvágva a lakócsőbe húzza azt. A maradványokat és a levedlett bőrt az ilyenkor átmenetileg felnyitott cső végén pakolja ki.
Jellemző rájuk a kolóniaalkotás; megfelelő élőhelyen akár 10 példányt is találhatunk négyzetméterenként.
Sok esetben az európai fajokból kettő, néha mindhárom előfordul ugyanazon sziklagyepben.

## Európai fajok
A három európai faj nagyon hasonlít egymásra – a hímek koromfeketék, méretük a csáprágók nélkül 7–10 mm, a nőstények és a fiatal példányok sötétbarnák, a nőstények mérete csáprágók nélkül 10–15 mm –, még az ivarszerveik alapján sem lehet egykönnyen megkülönböztetni őket. A hátsó fonószemölcs alapján lehet őket elkülöníteni: ez a kövi torzpóknál négyes, a tölgyestorzpóknál hármas tagolású, a szurkos torzpók esetében pedig felülről hármas, alulról vagy oldalról négyes tagoltságot mutat.
- Kövi torzpók (Atypus muralis) – a Villányi- és a Budai-hegység sziklagyepeiben és karsztbokorerdeiben található meg, Közép-Európában a legritkább faj.
- Szurkos torzpók (Atypus piceus) – bükkösök, fenyvesek lakója, az újabb kutatások szerint középhegységi gyepekben, a Dunántúl kékperjés láprétein is előfordul.
- Tölgyestorzpók (Atypus affinis) – mediterrán jellegű tölgyesek, cserjések, lejtősztyeppek faja. A leggyakoribb, Magyarországon is előforduló faj.

## Fajlista
- Atypus affinis Eichwald, 1830 (Nagy-Britanniától Ukrajnáig, Észak-Afrika)
- Atypus baotianmanensis Hu, 1994 (Kína)
- Atypus coreanus Kim, 1985 (Korea)
- Atypus dorsualis Thorell, 1897 (Mianmar, Thaiföld)
- Atypus flexus Zhu et al., 2006 (Kína)
- Atypus formosensis Kayashima, 1943 (Tajvan)
- Atypus heterothecus Zhang, 1985 (Kína)
- Atypus javanus Thorell, 1890 (Java)
- Atypus karschi Dönitz, 1887 (Kína, Tajvan, Japán)
- Atypus lannaianus Schwendinger, 1989 (Thaiföld)
- Atypus largosaccatus Zhu et al., 2006 (Kína)
- Atypus ledongensis Zhu et al., 2006 (Kína)
- Atypus magnus Namkung, 1986 (Oroszország, Korea)
- Atypus medius Oliger, 1999 (Oroszország)
- Atypus muralis Bertkau, 1890 (Közép-Európától Türkmenisztánig)
- Atypus pedicellatus Zhu et al., 2006 (Kína)
- Atypus piceus (Sulzer, 1776)  (Európa Moldáviáig, Irán)
- Atypus quelpartensis Namkung, 2002 (Korea)
- Atypus sacculatus Zhu et al., 2006 (Kína)
- Atypus sinensis Schenkel, 1953 (Kína)
- Atypus snetsingeri Sarno, 1973 (USA)
- Atypus suiningensis Zhang, 1985 (Kína)
- Atypus suthepicus Schwendinger, 1989 (Thaiföld)
- Atypus sutherlandi Chennappaiya, 1935 (India)
- Atypus tibetensis Zhu et al., 2006 (Kína)
- Atypus wataribabaorum Tanikawa, 2006 (Japán)
- Atypus yajuni Zhu et al., 2006 (Kína)

## Fordítás
- Ez a szócikk részben vagy egészben az Atypus című angol Wikipédia-szócikk ezen változatának fordításán alapul.  Az eredeti cikk szerkesztőit annak laptörténete sorolja fel. Ez a jelzés csupán a megfogalmazás eredetét és a szerzői jogokat jelzi, nem szolgál a cikkben szereplő információk forrásmegjelöléseként.